# Kontinenzorgan
Das Kontinenzorgan, auch als Schließapparat bezeichnet, ist der Verschlussapparat des Afters. Das funktionsfähige Kontinenzorgan gewährleistet die Kontinenz. Erkrankungen, Fehlbildungen oder Verletzungen des Kontinenzorgans können zur Stuhlinkontinenz führen. Der Betroffene ist dann nicht mehr in der Lage, seinen Stuhlabgang oder Winde willkürlich zurückzuhalten.

## Anatomie und Funktion

Schematische Darstellung des Kontinenzorgans eines Gesunden mit geöffnetem Schließmuskel

Das Kontinenzorgan ist aus mehreren anatomischen Strukturen zusammengesetzt. Die korrekte Funktion und das Zusammenspiel der einzelnen Komponenten ist für die Kontinenz von großer Wichtigkeit. Die wesentlichen Komponenten sind das Rektum, die Muskulatur, das Corpus cavernosum recti (Hämorrhoidalpolster), das Anoderm und das dazugehörige Nervensystem.
Für den Grobabschluss dient ein trichterförmiger muskulärer Aufbau der aus der Muskulatur des Beckenbodens (Musculus puborectalis und Musculus levator ani), sowie dem inneren (Musculus sphincter ani internus) und äußeren (Musculus sphincter ani externus) Schließmuskel gebildet wird. Der innere Schließmuskel hat einen ringförmigen Aufbau aus glatter Muskulatur. Dieser autonome Muskel erschlafft nur während der Defäkation. Er erbringt den größten Anteil an der Kontinenzleistung. Wenn im Rektum die Ampulla recti gefüllt ist, entspannt sich der M. sphincter ani internus, wodurch Darminhalt an das hochsensible Anoderm (Analschleimhaut) gelangen kann. Das mit vielen Nervenenden durchsetzte Anoderm ist sensorisch in der Lage, zwischen Darmgasen, Flüssigkeit und Feststoff zu differenzieren. Der äußere Schließmuskel, der zur quergestreiften Muskulatur gehört, unterstützt im Ruhezustand den Verschluss des Analkanals. Er kann bewusst, beispielsweise bei heftigem Bedürfnis des Stuhlgangs, kräftig kontrahiert werden, wodurch der Darminhalt aus dem Analkanal zurück in die Ampulla recti gedrückt wird. Dadurch kann, auch bei gefüllter Ampulle und heftigem Defäkationsreiz, der Stuhlgang willentlich unterdrückt werden („Kneifdruck“).
Die Schließmuskeln des Afters sind alleine nicht in der Lage, den Analkanal zu verschließen. Selbst bei einer maximalen Kontraktion dieser Ringmuskeln verbliebe eine Öffnung von etwa 10 mm Durchmesser, die erst durch den Musculus canalis ani und das darauf aufsitzende Corpus cavernosum recti (Hämorrhoidalplexus) verschlossen werden kann.
Ist der innere Schließmuskel angespannt, so wird der venöse Abfluss gedrosselt und der Hämorrhoidalplexus füllt sich mit Blut. Dadurch wird die Passage von Kot und Darmgasen verhindert. Der Hämorrhoidalplexus ist für die Feinkontinenz von großer Wichtigkeit.

## Erkrankungen des Kontinenzorgans
Eine Reihe von Erkrankungen kann das Kontinenzorgan betreffen und in der Folge die Kontinenz einschränken oder zur Stuhlinkontinenz führen. Dazu gehören unter anderem das Rektumkarzinom, Hämorrhoidalleiden, Analfisteln und -abszesse.

## Weiterführende Literatur
- A. Winkelmann, J. Kirsch u. a.: Taschenlehrbuch Anatomie. Georg Thieme Verlag, 2010, ISBN 3-131-62511-2, S. 386. eingeschränkte Vorschau in der Google-Buchsuche
- T. Wedel: Funktionelle Anatomie – Voraussetzung zum Verständnis von Defäkationsstörungen. In: Chir Gastroenterol. Band 23, Nummer 3, 2007, S. 220–227. doi:10.1159/000105168